# Ischiopsopha plana
Ischiopsopha plana es una especie de escarabajo del género Ischiopsopha, familia Scarabaeidae. Fue descrita científicamente por Paykull en 1817.
Se distribuye por la región oriental. Habita en islas Salomón, Molucas, Ceram y Amboina. Mide aproximadamente 32 milímetros de longitud.